# Marie-Ange Luciani
Marie-Ange Luciani, née en 1979, est une productrice de cinéma française.

## Biographie
Marie-Ange Luciani est née en Corse en 1979. Elle quitte ce territoire insulaire à 18 ans pour suivre des études de littérature à Aix-en-Provence puis à Paris.
En 2004, dans le cadre d’un DESS d’« administration du spectacle » démarré en parallèle, elle travaille pour  le distributeur Ad Vitam. En 2007, elle est assistante de production pour le producteur Gilles Sandoz. En 2009, elle rencontre Hugues Charbonneau, avec qui elle travaille pour la société de production Les Films de Pierre, créée par Pierre Bergé et Pierre Thoretton en 2007. Elle rachète cette société de production en 2018, qui était en liquidation après le décès de Pierre Bergé.
En 2018, elle reçoit avec Hugues Charbonneau le Prix Daniel-Toscan-du-Plantier pour avoir produit 120 Battements par minute de Robin Campillo, Grand Prix du Festival de Cannes 2017 et six fois primé aux César en 2018. Productrice récurrente de Campillo, elle produit  ses quatre derniers longs métrages. 
Elle est également productrice des deux derniers films de Justine Triet : Sibyl, présenté en sélection officielle au Festival de Cannes en 2019, et Anatomie d'une chute, récompensé de la Palme d'or à Cannes en 2023 et lauréat de six César en 2024.
Elle produit également Retour à Reims (Fragments), adaptation libre d'un essai autobiographique de Didier Eribon réalisée par Jean-Gabriel Périot, et qui obtient le César du meilleur film documentaire en 2023 .
Elle est par ailleurs membre du collectif 50/50 qui a pour but de promouvoir l’égalité des femmes et des hommes et la diversité dans le cinéma et l’audiovisuel,.

## Filmographie

### Cinéma
- 2010 : Yves Saint Laurent - Pierre Bergé, l'amour fou de Pierre Thoretton
- 2011 : J'aime regarder les filles de Frédéric Louf
- 2013 : Eastern Boys de Robin Campillo
- 2013 : L'Armée du salut d'Abdellah Taïa
- 2013 : Piazza Mora de Sylvaine Dampierre (moyen métrage documentaire)
- 2016 : Que vive l'Empereur d'Aude Léa Rapin (court métrage)
- 2017 : La Surface de réparation de Christophe Régin
- 2017 : 120 battements par minute de Robin Campillo
- 2019 : Sybil de Justine Triet
- 2019 : L'Angle mort de Pierre Trividic et Patrick Mario Bernard
- 2021 : Retour à Reims (Fragments) de Jean-Gabriel Periot
- 2022 : Arthur Rambo de Laurent Cantet
- 2023 : La Ligne d'Ursula Meier (coproductrice)
- 2023 : L'Île rouge de Robin Campillo
- 2023 : Anatomie d'une chute de Justine Triet
- 2024 : Langue étrangère de Claire Burger
- 2025 : Enzo de Laurent Cantet, réalisé par Robin Campillo
- 2025 : L'Intérêt d'Adam de Laura Wandel (coproductrice)

### Télévision
- 2010 : Juste la fin du monde de Jean-Luc Lagarce d'Olivier Ducastel et Jacques Martineau
- 2010 : L'illusion comique de Mathieu Amalric
- 2015 : Quand il a fallu partir de Badroudine Saïd Abdallah et Mehdi Meklat
- 2018 : Cinq femmes de Sandrine Lanno
- 2020 : Headshot d'Antonia Buresi et Lola Quivoron

## Distinctions

### Récompenses
- Mostra de Venise 2013 : Prix Orizzonti du meilleurs film pour Eastern Boys [6]
- Festival Premiers Plans d'Angers 2014 : Prix du long-métrage français pour L'Armée du salut [7]
- Festival de Cannes 2017 : Grand Prix pour 120 battements par minute[8]
- 2018 : Prix Daniel-Toscan-du-Plantier [9]
- César 2018 : César du meilleur film pour 120 battements par minute [10]
- César 2023 : César du meilleur documentaire pour Retour à Reims (Fragments) [11]
- Festival de Cannes 2023 : Palme d'or pour Anatomie d'une chute[12]
- 2024 : Prix Daniel-Toscan-du-Plantier
- César 2024 : César du meilleur film pour Anatomie d'une chute

### Nominations
- César 2011 : César du meilleur film documentaire pour Yves Saint Laurent - Pierre Bergé, l'amour fou [13]
- César 2015 : César du meilleur film pour Eastern Boys[14]
- Festival de Cannes 2019 : Sélection officielle en compétition pour la Palme d'or pour Sybil [15]
- Berlinale 2022 : en compétition pour l'Ours d'or La Ligne [16]
- Oscars 2024 : Oscar du meilleur film pour Anatomie d'une chute
- Berlinale 2024 : en compétition pour l'Ours d'or pour Langue étrangère